# A Indomada
A Indomada é uma telenovela brasileira produzida e exibida pela TV Globo de 17 de fevereiro a 10 de outubro de 1997, em 203 capítulos. Substituiu O Rei do Gado e foi substituída por Por Amor, sendo a 54ª "novela das oito" exibida pela emissora. 
Teve a autoria de Aguinaldo Silva e Ricardo Linhares, com a colaboração de Maria Elisa Berredo, Márcia Prates e Nelson Nadotti, teve direção de Marcos Paulo, Roberto Naar e Luiz Henrique Rios, com direção geral de Marcos Paulo.
Contou com as participações de Adriana Esteves, José Mayer, Eva Wilma, Cláudio Marzo, Ary Fontoura, Renata Sorrah, Betty Faria e Paulo Betti.

## Enredo
Greenville - cidade fictícia do litoral de Pernambuco, construída no estilo da antiga Inglaterra, devido à influência dos britânicos que, muito tempo antes, ali haviam construído a Estrada de Ferro Great Western. Orgulhosos da sua cidade, que dizem ser "um pedaço da Inglaterra no Brasil", os greenvillenses seguem à risca as tradições britânicas: não abdicam nem do "chá das cinco", o five o'clock tea, e chegam a misturar o inglês com o português, sempre com o inconfundível sotaque nordestino.
Durante décadas, as fábricas de açúcar e rapadura fizeram daquela região um local deveras abastado. Dentre elas, tinha destaque a Usina Monguaba, propriedade da família mais rica e tradicional de Greenville, os Mendonça e Albuquerque.
Tudo começa quando Eulália, a herdeira da Monguaba, se apaixona pelo cortador de cana Zé Leandro, com quem vive um intenso romance. Desconfiado, o irmão mais velho de Eulália, Pedro Afonso, por temer as verdadeiras intenções de Zé Leandro, proíbe o namoro e chega a ameaçar o rapaz de morte. Com temor pela vida do amado, Eulália ajuda-o a fugir, enquanto ele lhe jura regressar um dia para buscá-la. Meses depois, Eulália dá à luz uma filha dele, Lúcia Helena (conhecida apenas como Helena), a quem ensina a esperar pelo pai.
Quinze anos depois, um forasteiro de nome Teobaldo Faruk, filho de pai egípcio (este já falecido) e mãe brasileira, chega à cidade e logo se encanta com Eulália. Todavia, ela ainda espera por Zé Leandro. Por outro lado, Maria Altiva, esposa de Pedro Afonso, humilha Teobaldo ao afirmar que um forasteiro "sem eira nem beira" não é digno de se aproximar de uma Mendonça e Albuquerque. Teobaldo jura vingança, e mira um alvo em particular — Pedro Afonso, viciado em jogo e que deve dinheiro a várias pessoas, a quem assinou promissórias.
Certo dia, Zé Leandro regressa, disposto a fugir com Eulália e Helena e começar com elas uma nova vida, com uma fortuna em pedras preciosas que conseguiu juntar, ao trabalhar num garimpo. Depois de combinar a fuga, ensina a Helena o valor da terra, o que ela jamais esquecerá. Todavia, o barco em que fogem naufraga e Zé Leandro morre afogado. Eulália morre também, mas antes pede a Helena para confiar em Teobaldo que conseguiu enriquecer.
A maquiavélica Altiva consegue convencer Pedro Afonso de que a irmã o odiou e traiu durante quinze anos. Magoado, o marido se recusa a fazer o velório de Eulália em sua casa. Teobaldo descobre e resolve agir: compra todas as promissórias de Pedro Afonso e torna-se seu único credor, portanto, dono de todos os seus bens. Como sabe que está impossibilitado de pagar a dívida com dinheiro, exige outro tipo de pagamento: o velório de Eulália será na mansão dos Mendonça e Albuquerque e Helena casará com ele. Em troca, Pedro Afonso e a família poderão continuar a morar na mansão e receberão da parte de Teobaldo uma mesada para poderem subsistir. Para manter sua dignidade, Pedro Afonso deixa que seja Helena a decidir e a menina aceita casar com Teobaldo. Esse combina com ela mandá-la para Londres até terminar os estudos; só então deverá Helena regressar para casar com o forasteiro, e assim acontece. Teobaldo conta ter um filho com Helena, para poder juntar o seu sangue ao dos Mendonça e Albuquerque, como forma de completar a sua vingança contra Altiva.
Dez anos depois, Helena regressa e casa com Teobaldo, com pedido da usina (que ele ganhou de Pedro Afonso e está parada há anos) como presente de casamento. A sua ideia é reativá-la para dar valor às suas terras de cana-de-açúcar e cumprir, assim, os ideais do pai. Todavia, após o casamento com Teobaldo, ela se recusa a consumá-lo, o que o deixa fora de si. O conflito dura a novela inteira e os dois vivem uma história de ódio e amor que movimenta toda a cidade.
Altiva sempre foi uma pessoa péssima. Há vinte e oito anos atrás, sua irmã, Santa Maria, a Santinha, então adolescente, viveu um romance com o dono do British Club, Richard da Silva Taylor. Despeitada com a felicidade da irmã, a quem sempre detestou pela sua bondade e simpatia, Altiva (já casada com Pedro Afonso e mãe de um filho, Hércules) se aproveitou de uma bebedeira de Richard e, no escuro, se fez passar pela irmã para dormir com ele. Santinha os surpreende na cama e Altiva afirma que ele a drogou e violentou. Desesperada, Santinha acredita e rompe com Richard, que jura jamais voltar a amar outra mulher. É então que Altiva se descobre grávida de Richard e viaja com Santinha para esconder a gravidez. Traumatizada, Santinha bebe para esquecer e procura um novo amor, mas só se envolve com homens casados. Altiva dá à luz um filho, Artêmio, e quer abandoná-lo no lixo, para que morra de fome e frio. Chocada, Santinha propõe que levem o bebê para casa, fingindo tratar-se do filho de um trabalhador da usina que o abandonou por não ter meios de sustentá-lo. Altiva acaba por aceitar, mas obriga a irmã a jurar esconder a verdade e que, se alguém desconfiar, será Santinha quem assumirá a maternidade de Artêmio. Ele é criado por Florência, a empregada dos Mendonça e Albuquerque que, sabendo da verdade, ameaça Altiva constantemente de revelá-la. Atualmente, Artêmio é um moço tímido e arisco, apaixonado por Helena, que sofre por haver sido abandonado e pelo casamento de Teobaldo com a amada. Altiva, cada vez pior, sempre o ignora e se recusa até a pronunciar o nome dele. Humilha Santinha constantemente e tudo fará para não deixar que ela e Richard se reaproximem.
Amargurado por tudo o que aconteceu em sua vida, Pedro Afonso é dominado por Altiva. Todas as noites perde dinheiro nas mesas de jogo do British Club, rumando depois para o bordel, a Casa de Campo, onde encontra consolo nos braços da sonhadora "camélia" Dinorah. Esta sonha casar de véu e grinalda, na igreja, com alguém que a ame pelo que ela é. É então que conhece Sérgio Murilo, um forasteiro, por quem se apaixona à primeira vista. Doente, ele precisa de uma transfusão de sangue, e ela, tendo o mesmo tipo sanguíneo, serve de doadora. A partir de então, ela se recusa a trabalhar, e Pedro Afonso, sem ela, acaba por se apaixonar por Zenilda, a enérgica dona do bordel que, todavia, rejeita a ideia de se envolver com o marido da sua maior inimiga, Altiva. Contudo, Pedro Afonso tudo fará para viver esse amor. Sérgio Murilo promete casamento a Dinorah, que vê os seus sonhos perto de se tornarem realidade. Mas nem tudo são flores: ele necessita de um transplante renal. É então que a apaixonada Dinorah resolve doar-lhe o seu rim. Os dois se casam e se submetem à cirurgia. Todavia, ao recuperar-se, Sérgio Murilo desaparece, deixando a mulher desesperada.
Hércules é o filho de Pedro Afonso e Altiva. Misterioso, só aparece em Greenville de tempos em tempos. A certa altura, cansada de ser sustentada por Teobaldo, Altiva pede a Hércules que se case com Dorothy, a tímida e desengonçada filha do homem mais rico da cidade, o deputado Pitágoras Williams Mackenzie, eternamente apaixonado por Altiva e que despreza a esposa, Cleonice. Viciado em jogo como o pai, Hércules está na miséria e foge de credores, que ameaçam matá-lo e à família, já que ele é casado em segredo com a sobrinha de Florência, a bela Inês, com quem tem dois filhos, Vivinha e Júnior. Pitágoras lhe promete uma larga quantia se ele ficar noivo de Dorothy. Para salvar a família, Hércules acaba por concordar. É então que Inês descobre tudo e ruma a Greenville, revelando-se. Dorothy fica desesperada e tenta se matar. Artêmio a salva e os dois se apaixonam.
A juíza Mirandinha é a grande paixão do seu assessor, Egídio. Viúva, nunca olhou para homem algum, até que Egídio consegue chamar-lhe a atenção e os dois encetam um romance malvisto pelo povo de Greenville, já que ele é vinte anos mais jovem do que ela. O próprio filho da juíza, Felipe, se revolta com a situação, embora também ele viva um romance proibido. Namora Carolaine, a filha do megalômano prefeito Ypiranga Pitiguary, que odeia a juíza, sendo ela a única pessoa que consegue pôr freio às suas loucuras. O político tudo fará para separar a filha e Felipe. A juíza e Egídio casam contra tudo e contra todos e ele se torna um homem-modelo, cobiçado pelas mulheres, principalmente pelos seus dotes culinários.

## Elenco
| Ator/Atriz          | Personagem                                      |
| ------------------- | ----------------------------------------------- |
| Adriana Esteves     | Lúcia Helena de Mendonça e Albuquerque          |
| Adriana Esteves     | Eulália de Mendonça e Albuquerque (1ª fase)     |
| José Mayer          | Teobaldo Faruk                                  |
| Eva Wilma           | Maria Altiva Pedreira de Mendonça e Alburqueque |
| Ary Fontoura        | Deputado Pitágoras Williams Mackenzie           |
| Cláudio Marzo       | Pedro Afonso de Mendonça e Albuquerque          |
| Renata Sorrah       | Zenilda de Holanda                              |
| Betty Faria         | Miranda de Sá Maciel (Juíza Mirandinha)         |
| Paulo Betti         | Ypiranga Pitiguary                              |
| Luíza Tomé          | Scarleth Mackenzie Pitiguary                    |
| Ana Lúcia Torre     | Cleonice Williams Mackenzie                     |
| Eliane Giardini     | Santa Maria Pedreira (Santinha)                 |
| Flávio Galvão       | Richard da Silva Taylor                         |
| Flávia Alessandra   | Dorothy Williams Mackenzie                      |
| Marcos Frota        | Artêmio                                         |
| Carla Marins        | Dinorah                                         |
| Selton Mello        | Emanoel Faruk                                   |
| Cássio Gabus Mendes | Sérgio Murilo                                   |
| Karla Muga          | Grampola                                        |
| Nívea Stelmann      | Carolaine Mackenzie Pitiguary                   |
| Mateus Rocha        | Felipe de Sá Maciel                             |
| Isabel Fillardis    | Inês de Sousa                                   |
| Marcos Winter       | Hércules Pedreira de Mendonça e Albuquerque     |
| José de Abreu       | Delegado Motinha                                |
| Licurgo Spínola     | Egídio Ferreira                                 |
| Ingra Liberato      | Paraguaia                                       |
| Mônica Carvalho     | Maribel                                         |
| Sônia de Paula      | Beata Lourdes Maria                             |
| Pedro Paulo Rangel  | Padre José                                      |
| Amélia Bittencourt  | Veneranda Faruk                                 |
| Neusa Borges        | Florência de Sousa                              |
| Rodrigo Faro        | Beraldo Smith                                   |
| Daniela Faria       | Berbela Smith                                   |
| Hugo Gross          | Robson                                          |
| Catarina Abdalla    | Sebastiana Vieira (Vieira)                      |
| Cristina Galvão     | Elaine                                          |
| Clemente Viscaíno   | Alceu                                           |
| Cláudia Puget       | Mérilu                                          |
| Cristie Miyamoto    | Mishiko                                         |
| Auricéia Araújo     | Consuelo                                        |
| Creusa de Carvalho  | Encarnação                                      |
| Marco Miranda       | Anfilofio                                       |
| Guilherme Martins   | Aniceto                                         |
| Noêmia Duarte       | Betsy                                           |
| Rubem de Bem        | Seu Billy                                       |
| Yan Zeller          | Nonato                                          |
| Leandro Ribeiro     | Leonardo                                        |
| Élida Muniz         | Vivinha                                         |

### Participações especiais
| Ator/Atriz              | Personagem                                       |
| ----------------------- | ------------------------------------------------ |
| Leandra Leal            | Lúcia Helena de Mendonça e Albuquerque (1ª fase) |
| Carlos Alberto Riccelli | José Leandro (Zé) (1ª fase)                      |
| Lima Duarte             | Murilo Pontes                                    |
| Bruno Gradim            | Artêmio (1ª fase)                                |
| João Carrilo            | Artêmio (criança)                                |
| Mila Moreira            | Priscila Westwood                                |
| Marcelo Escorel         | Dr. Lauro                                        |
| Cristina Prochaska      | Dra. Sônia                                       |
| Marco Miranda           | Anfilófio                                        |
| Waldemar Berditchevsky  | Frederico (Fred)                                 |
| Luciana Faria           | Rosa                                             |
| Luzia Avellar           | Bela                                             |
| Rejane de Moraes        | Penha                                            |
| Roberta Foster          | Guida                                            |
| Júlio Braga             | Advogado de Teobaldo                             |
| Alberto Pérez           | Juiz de paz                                      |

## Produção
Aguinaldo Silva e Ricardo Linhares criaram a protagonista Helena para Cláudia Abreu. Com a recusa da atriz, a personagem ficou com Adriana Esteves que fez sucesso com seu temperamento forte.
Quatro anos depois, em 2001, Ary Fontoura reprisaria seu papel na novela Porto dos Milagres. Paulo Betti e Luiza Tomé também reviveriam seus respectivos personagens, Ypiranga Pitiguary e Scarlet Mackenzie em O Sétimo Guardião, de 2018. Bem como Lima Duarte, que retomou seu personagem Murilo Pontes, de Pedra sobre Pedra, novela exibida em 1992. Na ocasião, ele participava de um jogo de pôquer, em Greenville. A participação do personagem foi ao ar a partir do capítulo 76, exibido em 15 de maio de 1997 e durou até o capítulo 79 exibido em 19 de maio de 1997.
O personagem Egídio Ferreira estava, inicialmente reservado para o ator Ricardo Macchi. Porém o diretor oferceu o personagem ao ator Licurgo Spínola, que não era muito conhecido na época. O visual do personagem foi inspirado em Clark Kent, protagonista do Smalville.
O ator Hugo Gross estava no elenco da novela Zazá, quando foi convidado por Marcos Paulo para interpretar Don Juan de Greenville. Ele pediu ao Jorge Fernando que o liberasse da novela das 7 para poder entrar em A Indomada.

## Exibição
Foi reapresentada no Vale a Pena Ver de Novo  de 16 de agosto de 1999 a 17 de março de 2000, em 154 capítulos. Substituiu sua antecessora original O Rei do Gado e foi substituída por Tropicaliente, sendo a última novela exibida no Vale a Pena Ver de Novo na década de 90. Na reprise, o tema de abertura "Maracatudo", de Sérgio Mendes, foi trocado por "Unicamente", do álbum homônimo de Deborah Blando, lançado em 1997. Originalmente, era o tema da protagonista Helena (Adriana Esteves). Durante a reprise da novela, o capítulo 100, que iria ao ar em 31 de dezembro de 1999, uma sexta-feira, não foi exibido devido à transmissão da Corrida de São Silvestre. Com isso, a reprise que teria 155 capítulos, fechou com 154.
Foi reexibida pelo Vídeo Show, no quadro Novelão, de 24 de dezembro de 2012 a 4 de janeiro de 2013, em dez capítulos. Substituiu Por Amor e foi substituída por O Bem-Amado.[carece de fontes?]
O Viva fez uma enquete para que o público escolhesse a próxima novela a ser reexibida em substituição a Rainha da Sucata. A Indomada ficou em terceiro lugar, e a vencedora foi Água Viva, de 1980. A Indomada esteve foi novamente cotada pelo canal Viva, juntamente com Suave Veneno, para substituir Torre de Babel no horário das 14:30min, com reprise às 01:15min, mas ambas perderam para Fera Radical, que foi ao ar em junho.
Foi reexibida pelo canal Viva de 30 de julho de 2018 a 22 de março de 2019, substituindo Explode Coração e sendo substituída por O Cravo e a Rosa, às 23h30 com reapresentação às 13h30.

### Outras mídias
Em 31 de agosto de 2020, foi disponibilizada pelo Globoplay, como parte do Projeto Resgate. Em 17 de fevereiro de 2025, em comemoração ao aniversário de 28 anos da estreia da trama, foi atualizada pela plataforma de streaming da Globo como parte do Projeto Originalidade, com a atualização para o formato de exibição original; com o formato de imagem restaurado em 4:3, além de aberturas, vinhetas de intervalo e encerramento originais.

## Repercussão
- A Indomada foi vendida para Canadá, Chile, Colômbia, Nicarágua, Paraguai, Peru, Portugal e Venezuela, entre outros países.[16]
- Uma das cenas mais marcantes foi a morte de Maria Altiva (Eva Wilma), no último capítulo, que, depois de desaparecer num incêndio, vira fumaça e sobe pelos ares de Greenville, sob o olhar de toda a cidade, dizendo a seguinte frase: Me aguardem, eu voltarei, porém, em inglês (I will be back).[16][17]
- Numa das situações da história, o Delegado Motinha (José de Abreu) cai em um buraco e vai parar no Japão. Meses depois, ele reaparece casado com a japonesa Mishiko (Cristie Miyamoto). Esta é um dos recursos do realismo fantástico de Aguinaldo Silva em suas novelas. A cena repercutiu nas rodas de conversa pelas ruas do País.
- O Casseta e Planeta, Urgente! satirizou a novela como faz com todas as novelas do horário nobre da emissora como A Desmaiada.

## Audiência
Seu primeiro capítulo registrou uma média de 52 pontos. A novela teve uma média geral de 48 pontos.

## Trilha sonora
A trilha sonora da telenovela brasileira A Indomada (1997) conta com dois álbuns, A Indomada e A Indomada 2, ambos lançados em 1997 pela Som Livre. O primeiro álbum, A Indomada, foi o última álbum de trilha sonora de novela a ser lançado em formato LP pela Som Livre.

### A Indomada
A Indomada, comumente chamado de A Indomada Volume 1, ou ainda A Indomada - Nacional, é o primeiro álbum da trilha sonora da homônima telenovela brasileira exibida em 1997 pela Globo, que foi lançado em LP, K7, e CD pela Som Livre, em 1997, no Brasil, e no mesmo ano pela BMG em Portugal, sendo a última trilha sonora de novela da Globo a ser lançada em LP.
O álbum abre com a canção "Impossível Acreditar que Perdi Você", interpretada por Fábio Jr., que serve como tema de Teobaldo, vivido por José Mayer. "Ciranda da Rosa Vermelha", cantada por Elba Ramalho, é tema do casal Emanoel e Grampola, vividos por Selton Mello e Karla Muga.
"Não Adiantou Saber", versão em português de "I Might Be Crying", na voz de Sandra de Sá, é tema de Hércules e Inês, personagens de Marcos Winter e Isabel Fillardis. Geraldo Azevedo interpreta "À Procura de Alguém", tema de Pitágoras e Altiva, vividos por Ary Fontoura e Eva Wilma.
Djavan canta sua composição "Meu Bem Querer", tema de Felipe e Caroline, personagens de Mateus Rocha e Nívea Stelmann. Maria Bethânia interpreta "Onde Estará o Meu Amor", composição de Chico César, tema do casal Pedro Afonso e Zenilda, vividos por Cláudio Marzo e Renata Sorrah.
Deborah Blando integra a trilha sonora com "Unicamente", tema da protagonista Lúcia Helena, vivida por Adriana Esteves. Em 1999, na reprise da novela no Vale a Pena Ver de Novo, a canção substituiu "Maracatudo" como tema de abertura.
"É Tão Bom Te Amar", na voz de Fafá de Belém, é tema de Dinorah e Sergio Murilo, personagens de Carla Marins e Cássio Gabus Mendes. Alceu Valença participada do álbum com "Cana-Caiana", que serve de tema de locação da novela. Baby do Brasil canta "Baby Toque", tema de Scarlett, personagem de Luiza Tomé. "Maracatudo", de Sérgio Mendes, é tema de abertura de A Indomada.
Ricardo Feghali e Guilherme Dias Gomes interpretam "Música da Noite", versão em português de "The Music of the Night", canção do musical de 1986 O Fantasma da Ópera, que serve como tema de Artêmio, vivido por Marcos Frota. O álbum fecha com a canção instrumental "A Indomada", composta e interpretada por Guilherme Dias Gomes, e que serve de tema geral da trama.

#### Lista de faixas
| N.º            | Título                                       | Compositor(es)                                                                    | Artista(s)                             | Duração |  |
| 1.             | "Impossível Acreditar que Perdi Você"        | Márcio Greyck Cobel                                                               | Fábio Jr.                              | 3:35    |  |
| 2.             | "Ciranda da Rosa Vermelha"                   | Alceu Valença                                                                     | Elba Ramalho                           | 3:59    |  |
| 3.             | "Não Adiantou Saber" ("I Might Be Crying")   | Tanita Tikaram Sandra de Sá (versão) Ronaldo Bastos (versão)                      | Sandra de Sá                           | 3:38    |  |
| 4.             | "À Procura de Alguém"                        | Capiba                                                                            | Geraldo Azevedo                        | 3:29    |  |
| 5.             | "Meu Bem Querer"                             | Djavan                                                                            | Djavan                                 | 3:23    |  |
| 6.             | "Onde Estará o Meu Amor"                     | Chico César                                                                       | Maria Bethânia                         | 3:29    |  |
| 7.             | "Unicamente" (Novela edit)                   | Deborah Blando Reppolho Andres Levin Camus Mare Celli Gordon Grody Erich Baptista | Deborah Blando                         | 4:30    |  |
| 8.             | "É Tão Bom Te Amar"                          | Nando Cordel                                                                      | Fafá de Belém                          | 3:56    |  |
| 9.             | "Cana-Caiana"                                | Valença                                                                           | Alceu Valença                          | 3:04    |  |
| 10.            | "Baby Toque"                                 | Baby do Brasil De Harris Paul Fishman Yazz                                        | Baby do Brasil                         | 4:08    |  |
| 11.            | "Maracatudo"                                 | D.P. Lenine Jean Kidula                                                           | Sérgio Mendes                          | 4:04    |  |
| 12.            | "Música da Noite" ("The Music of the Night") | Andrew Lloyd Webber Charles Hart Richard Stilgoe                                  | Ricardo Feghali e Guilherme Dias Gomes | 5:00    |  |
| 13.            | "Este Seu Olhar"                             | Antônio Carlos Jobim                                                              | Dick Farney                            | 3:03    |  |
| 14.            | "A Indomada" (instrumental)                  | Gomes                                                                             | Guilherme Dias Gomes                   | 2:58    |  |
| Duração total: | Duração total:                               | Duração total:                                                                    | Duração total:                         | 52:16   |  |

### A Indomada 2
A Indomada 2, comumente chamado de A Indomada Volume 2, é o segundo álbum da trilha sonora da homônima telenovela brasileira exibida em 1997 pela Globo, que foi lançado em K7 e CD pela Som Livre, em 1997, no Brasil, sendo a primeira trilha sonora de novela da Globo a não ser lançada em LP.
A trilha abre com Gilberto Gil interpretando sua composição "Estrela", tema de Lúcia Helena e Teobaldo, os protagonistas vividos por Adriana Esteves e José Mayer. Paulo Ricardo participa do álbum com "Love of My Life", versão criada por ele para "Love of My Life", de Freddie Mercury, tema de locação da novela.
Mirandinha e Egídio, vividos por Betty Faria e Licurgo Spinola, ganharam como tema a canção "Cirandeiro", de Edu Lobo e Capinam, na voz de Simone Guimarães. "I Love You Tonight", do cantor Falcão, serve de tema de locação da trama. Zé Ramalho interpreta sua canção "Avohai", outro tema de locação de A Indomada.
José Augusto canta "Por Eu Ter Me Machucado", composição de Peninha, tema de Dorothy, personagem de Flávia Alessandra. A canção "Vem Nhanhá", do grupo Na Boquinha da Garrafa, serve de tema de Scarleth, vivida por Luíza Tomé.
O grupo Felicidade gravou para a trilha sonora uma versão de "Maluco Beleza", clássico de Raul Seixas, que serve de tema de Ypiranga Pitiguary, vivido por Paulo Betti. Jerry Adriani interpreta "Engenho", tema de Artêmio, personagem de Marcos Frota.
Maurício Mattar participa do álbum com a canção "Pra Ficar Contigo", tema de tema de Felipe e Caroline, vividos por Mateus Rocha e Nívea Stelmann. Sylvia Telles canta "Gardez Moi pour Toujours", versão em francês de "Por Causa de Você", de Antonio Carlos Jobim e Dolores Duran, que serve como tema de Santa Maria, personagem de Eliane Giardini.
Guilherme Rondon canta "Vida Bela Vida", com participação da dupla Luli e Lucina, tema de locação da telenovela. A trilha sonora fecha coma  canção instrumental "Ingênuo", interpretada por Pat Escobar, outro tema de locação de
A Indomada.

#### Lista de faixas
| A Indomada 2 – Edição em CD |                                                  |                                                         |                        |         |  |
| N.º                         | Título                                           | Compositor(es)                                          | Artista(s)             | Duração |  |
| 1.                          | "Estrela"                                        | Gilberto Gil                                            | Gilberto Gil           | 4:20    |  |
| 2.                          | "Felicidade" ("Love of My Life")                 | Freddie Mercury Paulo Ricardo (versão)                  | Paulo Ricardo          | 2:44    |  |
| 3.                          | "Cirandeiro"                                     | Edu Lobo Capinam                                        | Simone Guimarães       | 3:49    |  |
| 4.                          | "I Love You Tonight"                             | Falcão Dudu Marote Marcos Romera                        | Falcão                 | 3:19    |  |
| 5.                          | "Avohai"                                         | Zé Ramalho                                              | Zé Ramalho             | 5:14    |  |
| 6.                          | "Por Eu Ter Me Machucado"                        | Peninha                                                 | José Augusto           | 4:36    |  |
| 7.                          | "Vem Nhanhá"                                     | Vera Lima                                               | Na Boquinha da Garrafa | 3:10    |  |
| 8.                          | "Maluco Beleza"                                  | Raul Seixas Cláudio Roberto                             | Felicidade             | 3:07    |  |
| 9.                          | "Engenho"                                        | Ricardo Feghali Aldir Blanc                             | Jerry Adriani          | 4:49    |  |
| 10.                         | "Pra Ficar Contigo"                              | Ed Wilson Gilson                                        | Maurício Mattar        | 4:01    |  |
| 11.                         | "Gardez Moi pour Toujours" ("Por Causa de Você") | Antonio Carlos Jobim Dolores Duran Serge Rodhe (versão) | Sylvia Telles          | 3:00    |  |
| 12.                         | "Vida Bela Vida" (com part. de Luli e Lucina)    | Guilherme Rondon Paulo Simões                           | Guilherme Rondon       | 4:01    |  |
| 13.                         | "O Infinito Amor"                                | Jota Maranhão Jorge Vercilo                             | Jorge Vercilo          | 4:34    |  |
| 14.                         | "Ingênuo" (instrumental)                         | Pixinguinha Paulo César Pinheiro                        | Pat Escobar            | 5:57    |  |
| Duração total:              | Duração total:                                   | Duração total:                                          | Duração total:         | 57:41   |  |

| A Indomada 2 – Edição em K7 |                                                  |                                                         |                        |         |  |
| N.º                         | Título                                           | Compositor(es)                                          | Artista(s)             | Duração |  |
| 1.                          | "Estrela"                                        | Gilberto Gil                                            | Gilberto Gil           | 4:20    |  |
| 2.                          | "Felicidade" ("Love of My Life")                 | Freddie Mercury Paulo Ricardo (versão)                  | Paulo Ricardo          | 2:44    |  |
| 3.                          | "Cirandeiro"                                     | Edu Lobo Capinam                                        | Simone Guimarães       | 3:49    |  |
| 4.                          | "I Love You Tonight"                             | Falcão Dudu Marote Marcos Romera                        | Falcão                 | 3:19    |  |
| 5.                          | "Avohai"                                         | Zé Ramalho                                              | Zé Ramalho             | 5:14    |  |
| 6.                          | "Por Eu Ter Me Machucado"                        | Peninha                                                 | José Augusto           | 4:36    |  |
| 7.                          | "O Infinito Amor"                                | Jota Maranhão Jorge Vercilo                             | Jorge Vercilo          | 4:34    |  |
| 8.                          | "Vem Nhanhá"                                     | Vera Lima                                               | Na Boquinha da Garrafa | 3:10    |  |
| 9.                          | "Maluco Beleza"                                  | Raul Seixas Cláudio Roberto                             | Felicidade             | 3:07    |  |
| 10.                         | "Engenho"                                        | Ricardo Feghali Aldir Blanc                             | Jerry Adriani          | 4:49    |  |
| 11.                         | "Pra Ficar Contigo"                              | Ed Wilson Gilson                                        | Maurício Mattar        | 4:01    |  |
| 12.                         | "Gardez Moi pour Toujours" ("Por Causa de Você") | Antonio Carlos Jobim Dolores Duran Serge Rodhe (versão) | Sylvia Telles          | 3:00    |  |
| 13.                         | "Vida Bela Vida" (com part. de Luli e Lucina)    | Guilherme Rondon Paulo Simões                           | Guilherme Rondon       | 4:01    |  |
| 14.                         | "Ingênuo" (instrumental)                         | Pixinguinha Paulo César Pinheiro                        | Pat Escobar            | 5:57    |  |
| Duração total:              | Duração total:                                   | Duração total:                                          | Duração total:         | 57:41   |  |

## Prêmios
| Prêmio APCA - Melhor Atriz - Eva Wilma - Melhor Ator - Ary Fontoura - Melhor Atriz Coadjuvante - Ana Lúcia Torre Troféu Imprensa - Melhor Atriz - Eva Wilma - Melhor Ator - Ary Fontoura | Prêmio Contigo! de TV - Melhor Atriz - Eva Wilma - Melhor Ator Coadjuvante - Selton Mello - Melhor Atriz Coadjuvante - Neuza Borges - Ator Revelação - Licurgo Spínola - Atriz Revelação - Nívea Stelmann - Melhor Ator Cômico - Paulo Betti - Melhor Atriz Cômica - Luiza Tomé - Melhor Vilã - Eva Wilma - Melhor Diretor - Marcos Paulo - Participação Especial Feminina - Renata Sorrah - Participação Especial Masculina - Carlos Alberto Riccelli - Efeitos Especiais - Wilson Aquino e Marcelo Brandão - Melhor Cenário - Raul Travassos - Melhor Maquiagem - Luiz Ferreira |